# Піспорт
Піспорт (нім. Piesport) — громада в Німеччині, розташована в землі Рейнланд-Пфальц. Входить до складу району Бернкастель-Віттліх. Складова частина об'єднання громад Бернкастель-Кюс.
Площа — 19,60 км2. Населення становить 2023 ос. (станом на 31 грудня 2020).

## Галерея

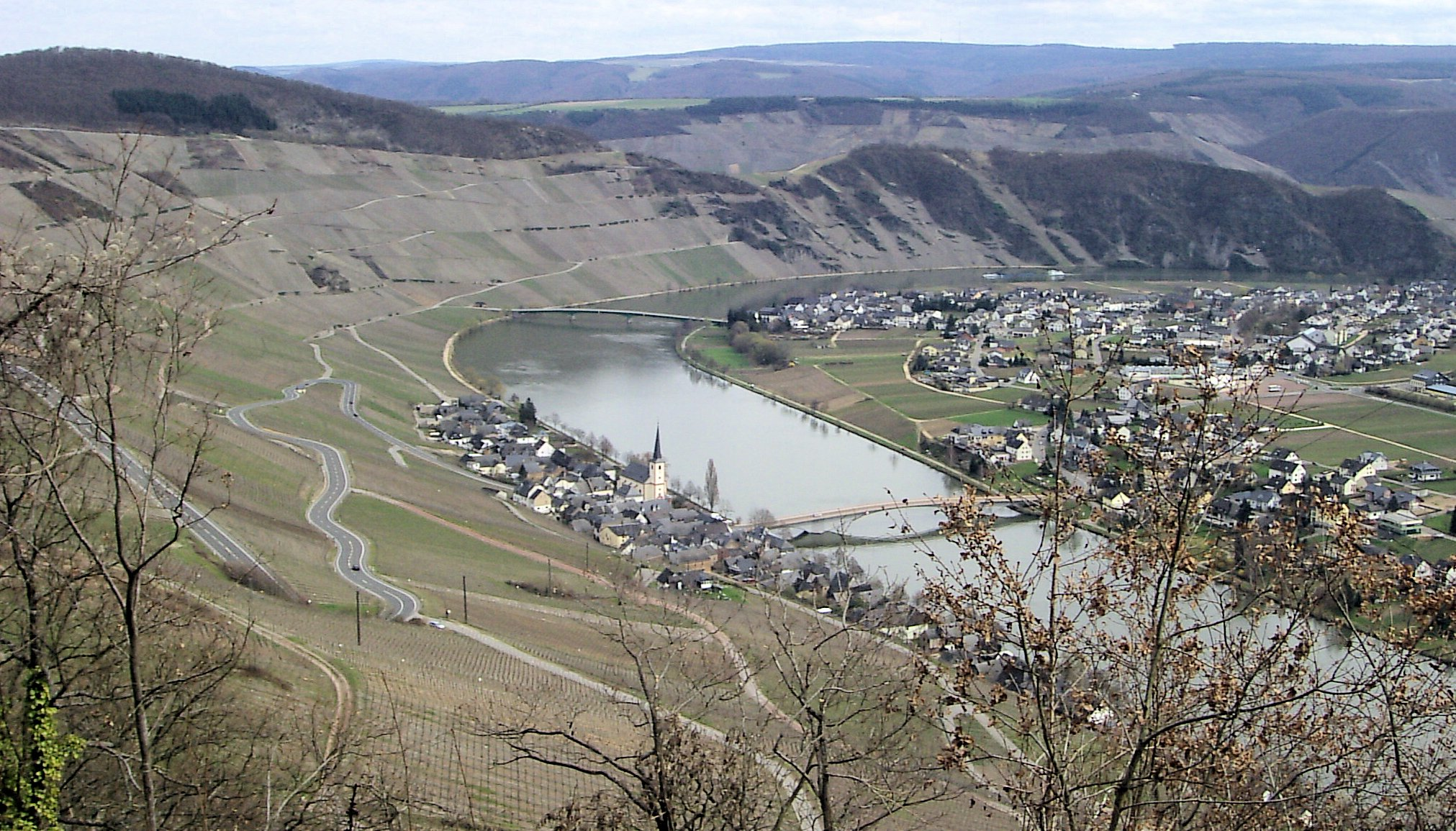
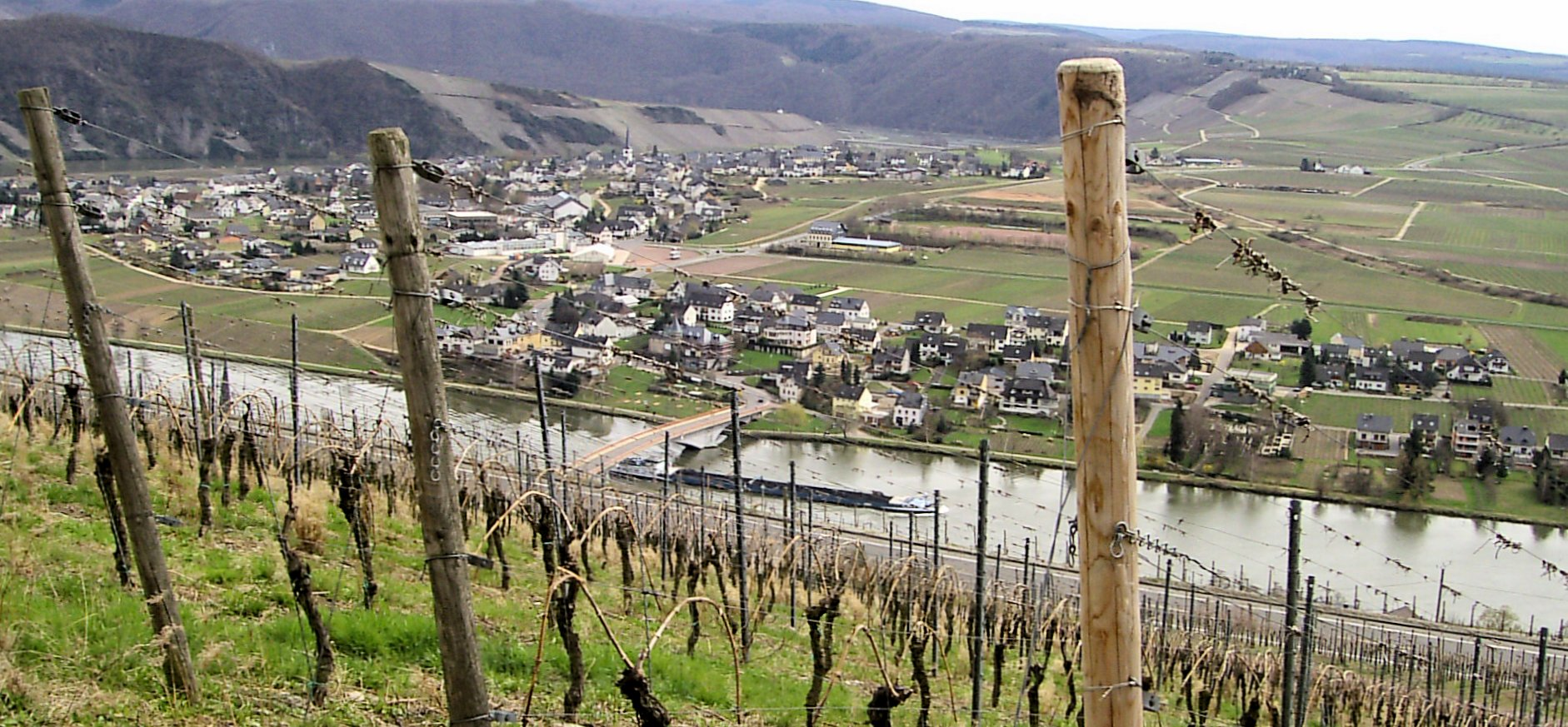
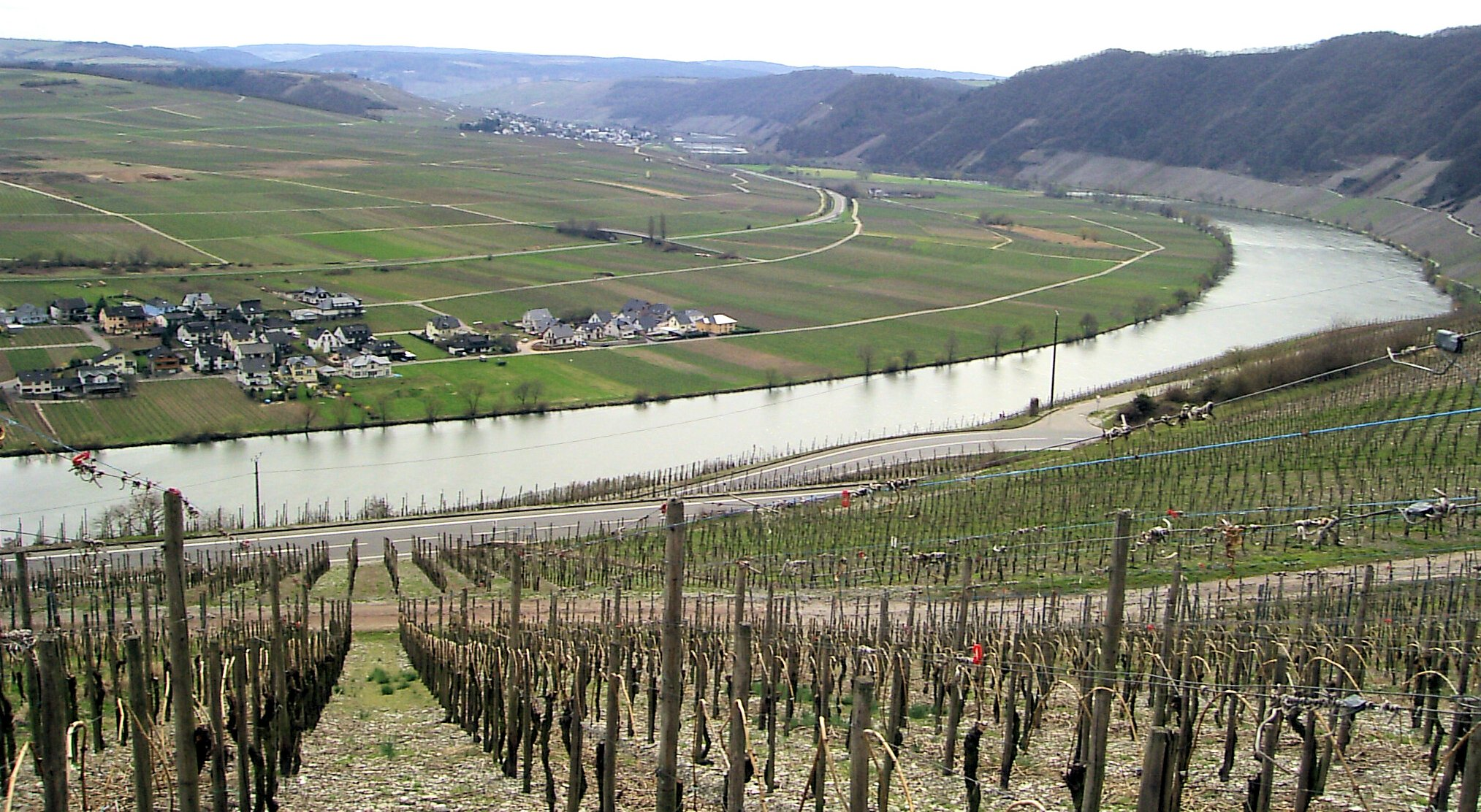
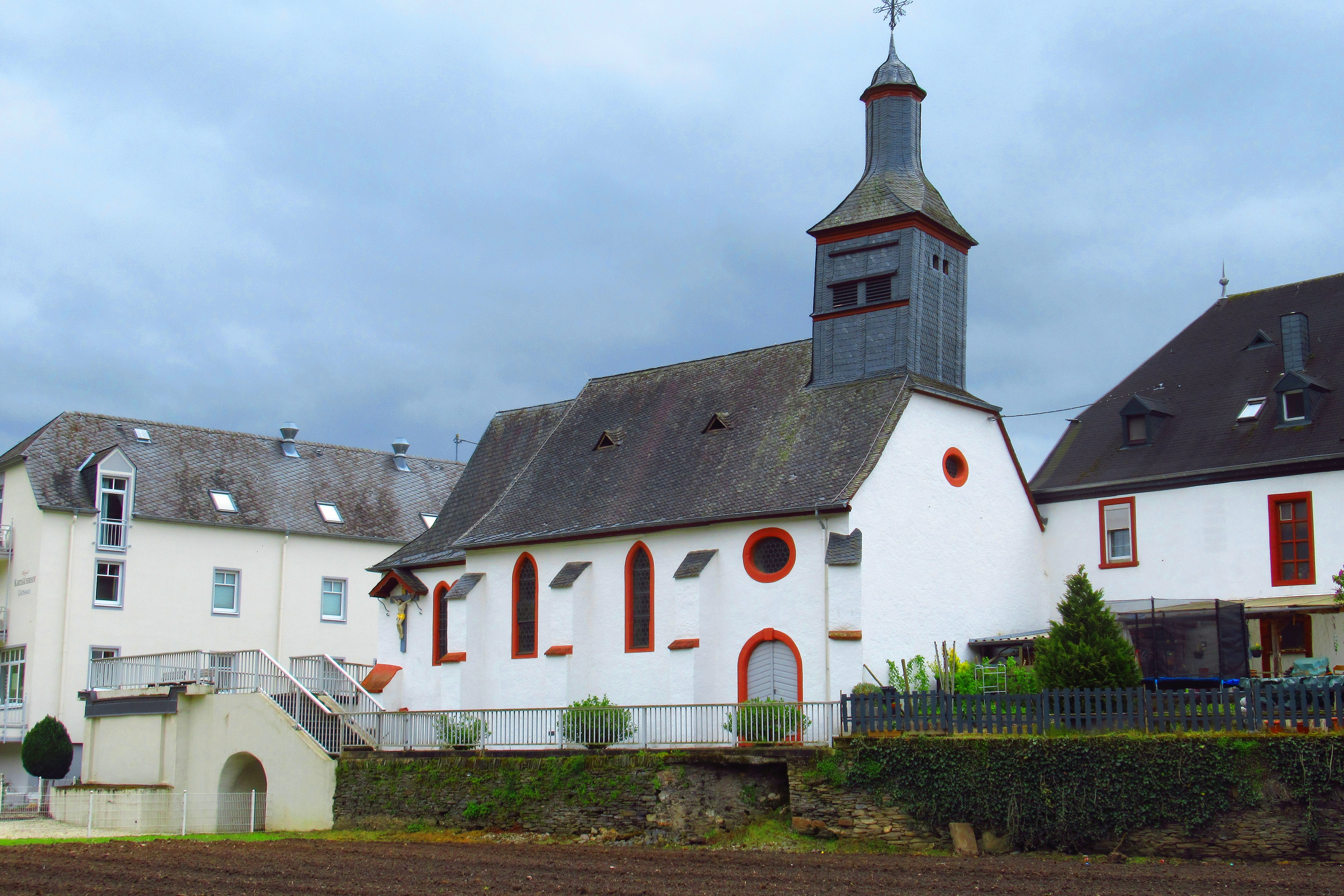
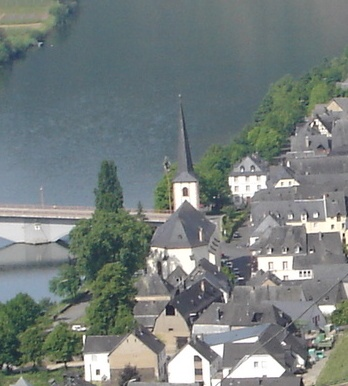